# Isaura Gomes
Isaura Gomes (Isla de Santiago, 22 de febrero de 1944), también conocida como Zau, es una farmacéutica y política caboverdiana que se convirtió en la primera alcaldesa de Cabo Verde, fue clave en el desarrollo de su sistema de salud y lideró el proceso de aprobación de las leyes del aborto de su país.

## Trayectoria
Gomes nació en Isla de Santiago, en Cabo Verde, el 22 de febrero de 1944 en una familia humilde. Terminó la escuela secundaria como la mejor estudiante de su clase y, a pesar de ello, no le concedieron una beca para continuar sus estudios en una universidad portuguesa, por darle un trato de favor al hijo de un ciudadano portugués con calificaciones más bajas que ella. Sin embargo, poco después, el único dentista del momento de Cabo Verde la ayudó a obtener una beca completa para estudiar farmacia en la Universidad de Coímbra. Se graduó en la Universidad de Coímbra en 1967 y trabajó brevemente en Portugal, donde dio sus primeros pasos en la vida política luchando contra la dictadura salazarista antes de regresar a Cabo Verde en 1970.
Ya en Cabo Verde dirigió las actividades secretas del Partido Africano de la Independencia de Cabo Verde en Isla de São Vicente, logrando la independencia de Cabo Verde en 1975. Entre 1975 y 1981, fue la primera y única diputada del partido, entre 56 hombres, e impulsó los derechos de las mujeres dentro del mismo. También colaboró en la fundación la Organización Nacional de Mujeres en Cabo Verde y su papel fue fundamental en la legalización del aborto. Abandonó el partido en 1981 por discrepancias en la consecución de un sistema multipartidista en Cabo Verde.
En la década de 1980, Gomes fue una figura clave en el desarrollo del sistema de salud de Cabo Verde, ejerciendo como directora nacional de farmacias y formando a sus técnicos de laboratorio y farmacia. A mediados de esa década, contribuyó a que la cantante caboverdiana Cesária Évora, obtuviera reconocimiento internacional. En 1989, abrió su propio laboratorio clínico y farmacia. De 1997 a 2003, fue la fundadora de la Asociación de Mujeres Empresarias de Cabo Verde y, en 2001, se convirtió en presidenta de la Federación de Asociaciones para la Promoción de las Mujeres de Cabo Verde. En 2004, fue nombrada alcaldesa de São Vicente, siendo la primera mujer caboverdiana en alcanzar ese cargo, aunque ya se había postulado para el cargo en el año 2000. En 2005, se unió al Movimiento para la Democracia, y en 2008 fue reelegida alcaldesa. En 2011, renunció a la alcaldía, por razones de salud.

## Reconocimientos
En 2012, Gomes obtuvo el premio "Mérito e Excelência" otorgado por la Gala Mindel Prémios en reconocimiento a su apoyo en el desarrollo de la isla. En 2019, fue homenajeada en la séptima edición del Mornajazz World Music Festival por su contribución al desarrollo de la Isla de São Vicente.